# Ран-дю-Флье
Ран-дю-Флье (фр. Rang-du-Fliers) — коммуна во Франции, регион О-де-Франс, департамент Па-де-Кале, округ Монтрёй-сюр-Мер, кантон Берк. Расположена в 86 км к западу от Арраса и в 116 км к юго-западу от Лилля, в 4 км от автомагистрали А16 "Европейская" Абвиль-Дюнкерк. На востоке коммуны находится железнодорожная станция Ран-дю-Флье линии Лонго-Булонь.
Население (2018) — 4 224 человека.

## История
До 1867 года Ран-дю-Флье был удаленной частью деревни Вернон. Вплоть до середины XIX века население деревни жило очень бедно, но все изменилось в 1848 году в связи со строительством железной дороги Париж-Кале. Мэр Вернона отказался от строительства железнодорожной станции, и она была построена в Ран-дю-Флье. С появлением железной дороги и последующим строительством сахарного завода население деревни стало быстро расти. К 1864 году Ран-дю-Флье обладал всеми необходимыми атрибутами коммуны: церковь, священника, кладбище, станцию, школу и завод. Жители деревни стали высказываться за отделение от Вернона, и после долгих дебатов согласно императорскому указу 17 июля 1870 года Ран-дю-Флье стал самостоятельной коммуной.

## Достопримечательности
- Церковь Святого Евгения XIX века
- Парк аттракционов Багатель (Bagatelle).

## Экономика
Структура занятости населения:
- сельское хозяйство - 0,3 %
- промышленность - 11,0 %
- строительство - 1,9 %
- торговля, транспорт и сфера услуг - 20,5 %
- государственные и муниципальные службы - 66,4 %

Уровень безработицы (2017) — 11,8 % (Франция в целом — 13,4 %, департамент Па-де-Кале — 17,2 %). 

Среднегодовой доход на 1 человека, евро (2017) — 20 970 (Франция в целом — 21 110, департамент Па-де-Кале — 18 610).

## Демография
Динамика численности населения, чел.

## Администрация
Пост мэра Ран-дю-Флье с 2014 года занимает Клод Куэн (Claude Coin). На муниципальных выборах 2020 года возглавляемый им левый список был единственным.
| Период | Период | Фамилия       | Партия                  | Примечания          |
| ------ | ------ | ------------- | ----------------------- | ------------------- |
| 1971   | 1989   | Мариюс Брусье | Коммунистическая партия | кладовщик           |
| 1989   | 2014   | Жозе Коллет   | Разные левые            | работник почты      |
| 2014   |        | Клод Куэн     | Разные левые            | банковский служащий |

## Города-побратимы
- Диттон, Великобритания (графство Кент)

## Знаменитые уроженцы
- Мишлин Остермейер (1922—2001), французская спортсменка, двукратная олимпийская чемпионка Игр 1948 года в Лондоне в толкании ядра и метании диска, впоследствии пианистка.

## Галерея

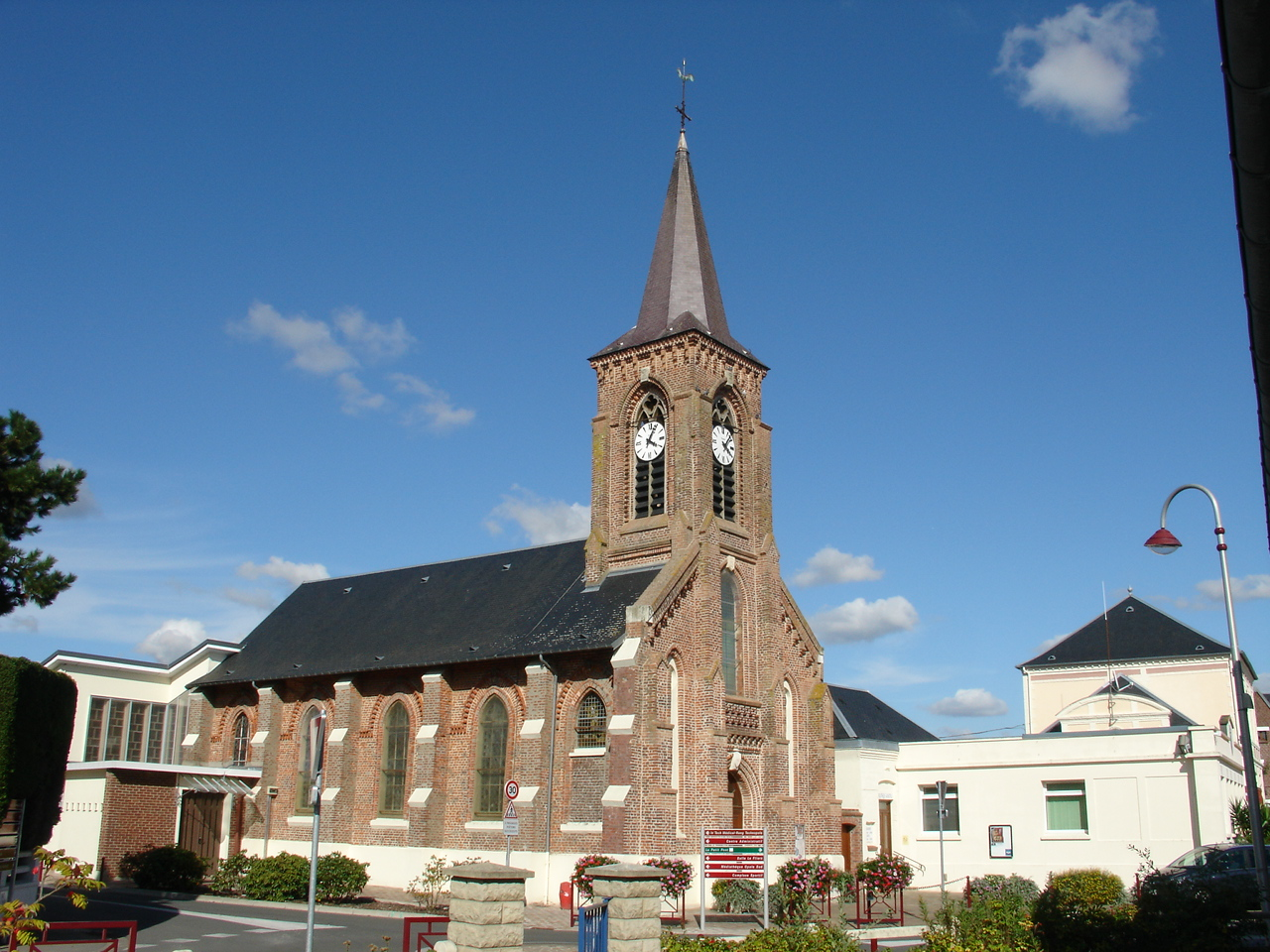
Церковь Святого Евгения
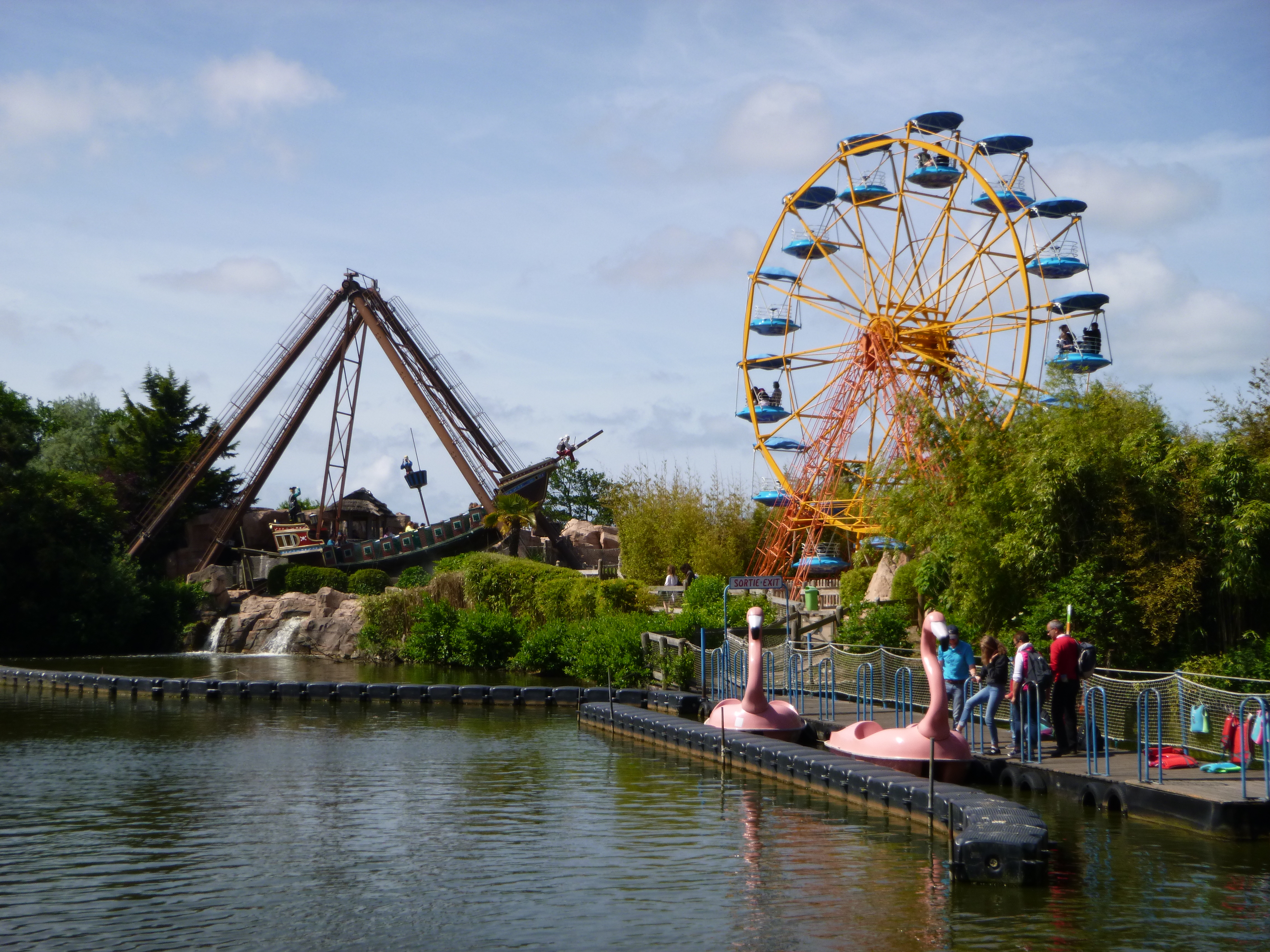
Парк аттракционов Багатель

1. 1 2  база данных о французских коммунах — Национальный географический институт Франции, 2015.
2. ↑  https://data.geopf.fr/telechargement/download/GEOFLA/GEOFLA_2-2_COMMUNE_SHP_LAMB93_FXX_2016-06-28/GEOFLA_2-2_COMMUNE_SHP_LAMB93_FXX_2016-06-28.7z — 2016.